# أويا (جرندة)
بلدية أويا (بالإسبانية: Ullà) هي بلدية تقع في مقاطعة جرندة التابعة لمنطقة كتالونيا شمال شرق إسبانيا.

## الديموغرافيا
بلغ عدد سكان بلدية أويا 1.075 نسمة عام 2011 (وفقاً للمعهد الوطني الإسباني للإحصاء).
| 787 | 788 | 880 | 946 | 1.019 | 1.076 | 1.075 |